# Giovanni Botero

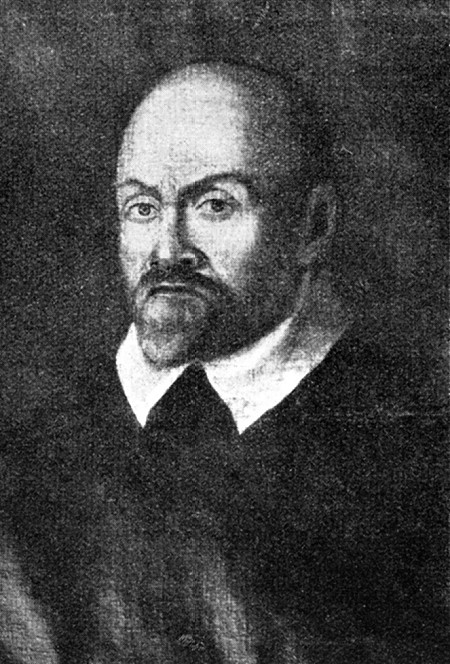
Giovanni Botero

Giovanni Botero (ur. w 1544 w Bene Vagienna, zm. w 1617 w Turynie) – włoski jezuita, historyk i pisarz polityczny epoki kontrreformacji. Autor geografii powszechnej, w której znalazł się pierwszy opis statystyczny Polski (przekład polski Relatiae powszechne albo nowiny pospolite). Giovanni Botero w swej książce Della Ragion di Stato ("O racji stanu") z 1589 roku, w której pojawia się po raz pierwszy wyrażenie: "racja stanu", które na grunt francuski przejmie Cardin Le Bret (1558-1665).